# Seija Hyytiäinen
à ne pas confondre avec la fondeuse Eija Hyytiäinen
Seija Hyytiäinen, est une biathlète finlandaise, née en 1962.

## Biographie
Débutante en biathlon au niveau international en 1988, où elle signe ses premiers top dix dans la Coupe du monde, elle monte sur son premier podium dans cette compétition en mars 1989 à Hämeenlinna sur le sprint, avant de gagner la course par équipes.
Aux Mondiaux 1990, elle remporte la médaille de bronze au relais.

## Palmarès

### Championnats du monde
| Épreuve     | 1988 à Chamonix | 1989 à Feistritz | 1990 à Minsk, Oslo et Kontiolahti | 1991 à Lahti | 1993 à Borovets |
| ----------- | --------------- | ---------------- | --------------------------------- | ------------ | --------------- |
| Individuel  | 38e             | -                | 29e                               | 14e          | -               |
| Sprint      | 33e             | 29e              | 24e                               | 21e          | -               |
| Relais      | -               | -                | Bronze                            | 8e           | 10e             |
| Par équipes |                 | 5e               | 7e                                | 7e           | 10e             |

### Coupe du monde
- Meilleur classement général : 18e en 1988 et 1990.
- 2 podiums individuels : 2 troisièmes places.
- 1 victoire en relais et 1 victoire par équipes.